# Grande Prêmio do México de 1966
Resultados do Grande Prêmio do México de Fórmula 1 realizado na Cidade do México à 23 de outubro de 1966. Nona e última etapa da temporada, teve como vencedor o britânico John Surtees.

## Classificação da prova
| Pos. | Nº | Piloto          | Construtor      | Voltas | Tempo/Diferença        | Grid | Pontos |
| ---- | -- | --------------- | --------------- | ------ | ---------------------- | ---- | ------ |
| 1    | 7  | John Surtees    | Cooper-Maserati | 65     | 2:06:35.34             | 1    | 9      |
| 2    | 5  | Jack Brabham    | Brabham-Repco   | 65     | + 7.88                 | 4    | 6      |
| 3    | 6  | Denny Hulme     | Brabham-Repco   | 64     | + 1 volta              | 6    | 4      |
| 4    | 12 | Richie Ginther  | Honda           | 64     | + 1 volta              | 3    | 3      |
| 5    | 15 | Dan Gurney      | Eagle-Climax    | 64     | + 1 volta              | 9    | 2      |
| 6    | 22 | Jo Bonnier      | Cooper-Maserati | 63     | + 2 voltas             | 12   | 1      |
| 7    | 2  | Peter Arundell  | Lotus-BRM       | 61     | + 4 voltas             | 17   |        |
| 8    | 14 | Ronnie Bucknum  | Honda           | 60     | + 5 voltas             | 13   |        |
| Ret  | 11 | Pedro Rodríguez | Lotus-Climax    | 49     | Diferencial            | 8    |        |
| Ret  | 17 | Bruce McLaren   | McLaren-Ford    | 40     | Motor                  | 14   |        |
| Ret  | 19 | Jo Siffert      | Cooper-Maserati | 33     | Suspensão              | 11   |        |
| Ret  | 8  | Jochen Rindt    | Cooper-Maserati | 32     | Suspensão              | 5    |        |
| Ret  | 10 | Innes Ireland   | BRM             | 28     | Transmissão            | 16   |        |
| Ret  | 4  | Jackie Stewart  | BRM             | 26     | Vazamento de óleo      | 10   |        |
| Ret  | 16 | Bob Bondurant   | Eagle-Weslake   | 24     | Sistema de combustível | 18   |        |
| Ret  | 3  | Graham Hill     | BRM             | 18     | Motor                  | 7    |        |
| Ret  | 1  | Jim Clark       | Lotus-BRM       | 9      | Câmbio                 | 2    |        |
| Ret  | 9  | Moisés Solana   | Cooper-Maserati | 9      | Superaquecimento       | 15   |        |
| DNS  | 18 | Mike Spence     | Lotus-BRM       | 0      | Acidente               |      |        |

## Tabela do campeonato após a corrida
|   | Pos. | Piloto       | Pontos  |
| - | ---- | ------------ | ------- |
|   | 1    | Jack Brabham | 42 (45) |
| 1 | 2    | John Surtees | 28      |
| 1 | 3    | Jochen Rindt | 22 (24) |
| 3 | 4    | Denny Hulme  | 18      |
| 1 | 5    | Graham Hill  | 17      |

|  | Pos. | Construtor      | Pontos  |
|  | ---- | --------------- | ------- |
|  | 1    | Brabham-Repco   | 42 (49) |
|  | 2    | Ferrari         | 31 (32) |
|  | 3    | Cooper-Maserati | 30 (35) |
|  | 4    | BRM             | 22      |
|  | 5    | Lotus-BRM       | 13      |

- Nota: Somente as primeiras cinco posições estão listadas. Apenas os seis melhores resultados de cada piloto ou equipe eram computados visando o título. Neste ponto esclarecemos: na tabela dos construtores figurava somente o melhor colocado dentre os carros de um time. No presente caso, os campeões da temporada surgem grafados em negrito.